# Zala 421-04
Zala 421-04 – rosyjski bezzałogowy statek powietrzny (UAV – ang. Unmanned Aerial Vehicle) opracowany przez firmę Zala Aero Group. Przeznaczony do rozpoznania, obserwacji oraz wskazywania celów.

## Historia
Aparat został zaprezentowany przez producenta w 2007 r. Prace nad nową konstrukcją rozpoczęto od określenia wymagań co do przenoszonego przez UAV ładunku, a następnie skonstruowano płatowiec. W 2008 r. przeprowadzono testy państwowe nowej konstrukcji. Po ich pomyślnym ukończeniu dron został przyjęty na wyposażenie Ministerstwa Spraw Wewnętrznych Rosji oraz Federalnej Służby Bezpieczeństwa. Wyposażenie umożliwia wykonywanie lotów w trudnych warunkach atmosferycznych oraz poszukiwania i wykrywania obiektów zarówno na lądzie jak i na morzu.
W 2009 r. konstrukcja została zmodyfikowana, wprowadzono zmiany w płatowcu oraz sposobie rozmieszczenia przenoszonego ładunku. Cyfrowy aparat fotograficzny (o rozdzielczości 10 megapikseli) stał się stałym elementem wyposażenia, co pozwala na jednoczesne przenoszenie na pokładzie kamery pracującej w paśmie widzialnym oraz podczerwieni. Kamery są wyposażone w system stabilizacji żyroskopowej. Zainstalowane wyposażenie umożliwia przekazywanie obrazu do stacji naziemnej w czasie rzeczywistym. Dron jest wyposażony w system ZANET, który umożliwia przesyłanie sygnału do dowolnej naziemnej stacji kontroli oraz przekazywania sterowania lotem z jednej stacji kontrolnej do drugiej. System zapewnia również automatyczne sterowanie kamerami i ciągłe utrzymanie celu w polu widzenia. Daje również możliwość kontrolowania pracy kilku aparatów w jednej przestrzeni powietrznej.
Do sterowaniem lotem wykorzystywany jest system GPS oraz GLONASS. Dron może wykonywać loty w trybie automatycznym lub półautomatycznym. Trasa lotu jest programowana przed startem, w trakcie lotu operator ma możliwość wprowadzenia jej korekty. W trakcie lotu dron przesyła do naziemnej stacji kontrolnej informacje o położeniu, stanie baterii, prędkości i wysokości lotu oraz prędkości wiatru. W przypadku zakłócenia transmisji lub zerwania kontaktu ze stacją, autopilot wymusza powrót samolotu do miejsca startu. Poprawiona konstrukcja oznaczona jest jako Zala 421-04M lub Zala 421-12.
W 2010 r. wdrożono prace nad wersją dysponującą zwiększonym zasięgiem i czasem lotu. W nowym wariancie zwiększono pojemność akumulatora oraz zmodyfikowano konstrukcję skrzydła. Nowa wersja otrzymała oznaczenia Zala 421-04L, planowano jej wykorzystanie do ochrony Zimowych Igrzysk Olimpijskich 2014 w Soczi.

## Zastosowanie

### Cywilne
Dron znalazł zastosowanie w Ministerstwie Spraw Wewnętrznych Rosji, Służbie Pogranicznej Federalnej Służby Bezpieczeństwa Rosji, rosyjskim Ministerstwie Sytuacji Nadzwyczajnych, Centrum Antyterrorystycznym WNP oraz Ministerstwie Spraw Wewnętrznych Tadżykistanu. Zala 421-04M wykorzystywane są również przez Ministerstwo Zasobów Naturalnych i Ekologii Rosji, służby lotniczej ochrony lasów (ros. Авиалесоохрана), Gazpromu, służby hydrometeorologiczne Rosji, Uzbekistanu i Tadżykistanu.

### Wojskowe
W 2016 r. jeden egzemplarz drona został zestrzelony przez Siły Zbrojne Ukrainy w rejonie Doniecka.

## Konstrukcja
Dron jest zbudowany w układzie latającego skrzydła. Silnik elektryczny napędza śmigło ciągnące. Start następuje z ręki operatora lub z wykorzystaniem pneumatycznej katapulty. Lądowanie odbywa się z wykorzystaniem spadochronu. Po wylądowaniu aparat nadaje przez 20 godzin sygnał radiowy o zasięgu 3 km, który umożliwia jego odszukanie obsłudze w terenie. Dron jest wyposażony w akumulatory litowo-polimerowe o pojemności 10 000 mAh, producent gwarantuje zachowanie pojemności bez znacznego spadku przez 50 cykli ładowania-rozładowania i przez rok od momentu pierwszego ładowania. Zakres temperatur pracy akumulatora wynosi od -30 °C do +40 °C. Producent oferuje odbiorcom indywidualnym również wersję o wydłużonym do 150 km zasięgu i czasie lotu do 3,5 godziny.